# Californien

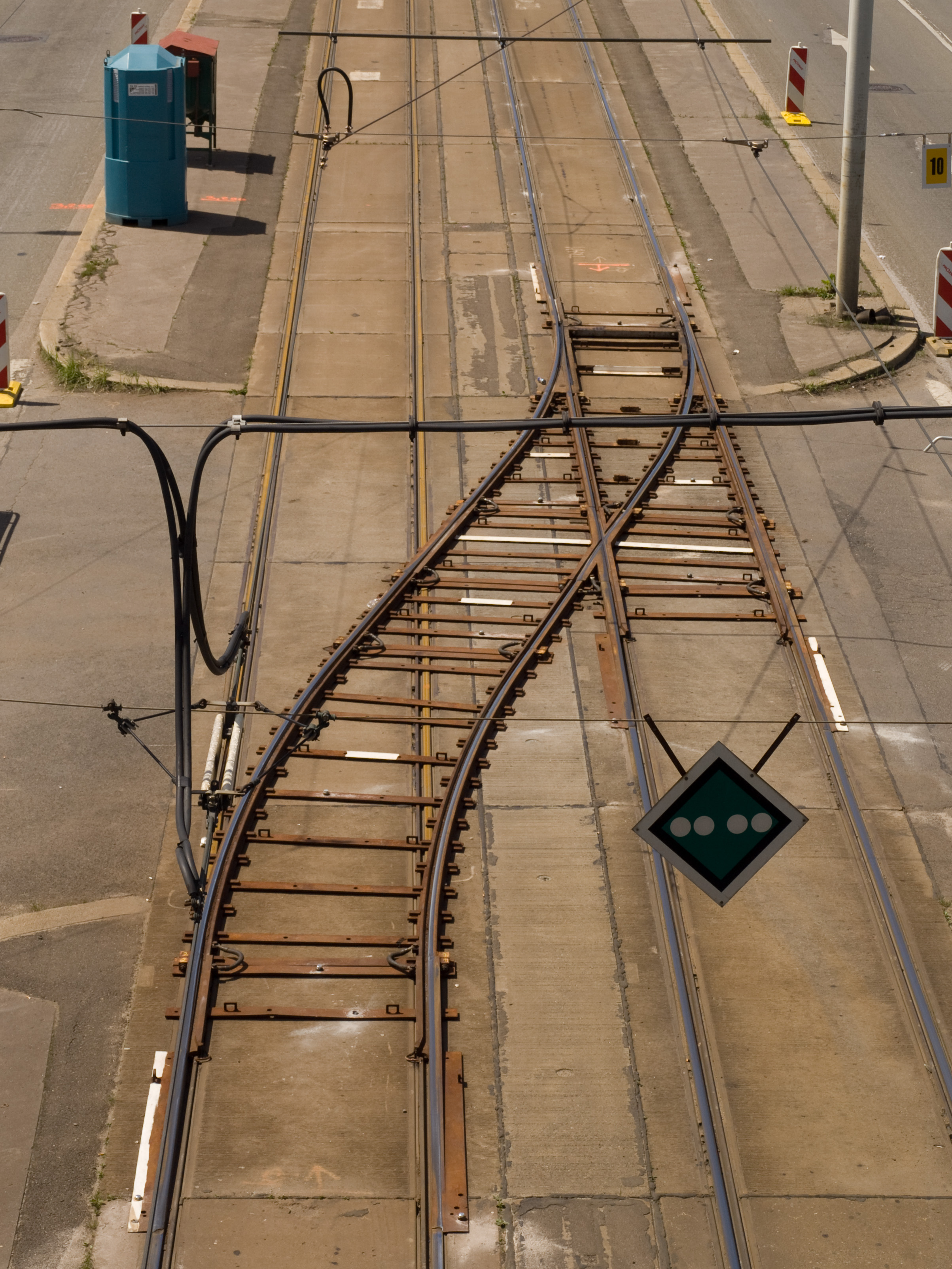
Pohled z mostu na výhybku Californien v Praze, Motole během výluky trati do Řep

Californien, slangově Kaliforňan, je mobilní kolejový přejezd neboli kolejová spojka pro tramvajovou dopravu. Umožňuje vytvořit téměř kdekoliv na klasické tramvajové trati s uzavřeným kolejovým svrškem provizorní obratiště pro obousměrné vozy nebo dočasný svod obou směrů do jedné koleje a je tak možno provádět opravu mezizastávkových úseků na jedné z kolejí za provozu, toto řešení zároveň bývá doplněno mobilním světelným signalizačním zařízením pro řízení střídavého provozu na jednokolejném úseku. 
Přejezd sestává ze dvou výhybek, dvou přímých kolejových úseků a spojovací koleje. Pokládá a upevňuje se na povrch stávající tratě v přímém úseku. V místech návaznosti na její kolej tvoří jeho kolejnice nájezdové a sjezdové klíny. Rychlost jízdy tramvají přes Californien je omezena na 10 km/h, silniční vozidla přes toto místo přejíždět nemohou.
Tato výhybka je používána jak v Praze, tak i v Brně a Plzni. Jejím výrobcem je společnost KIHN S.A. z Lucemburska. V Česku se používají tyto kolejové spojky od roku 1995.

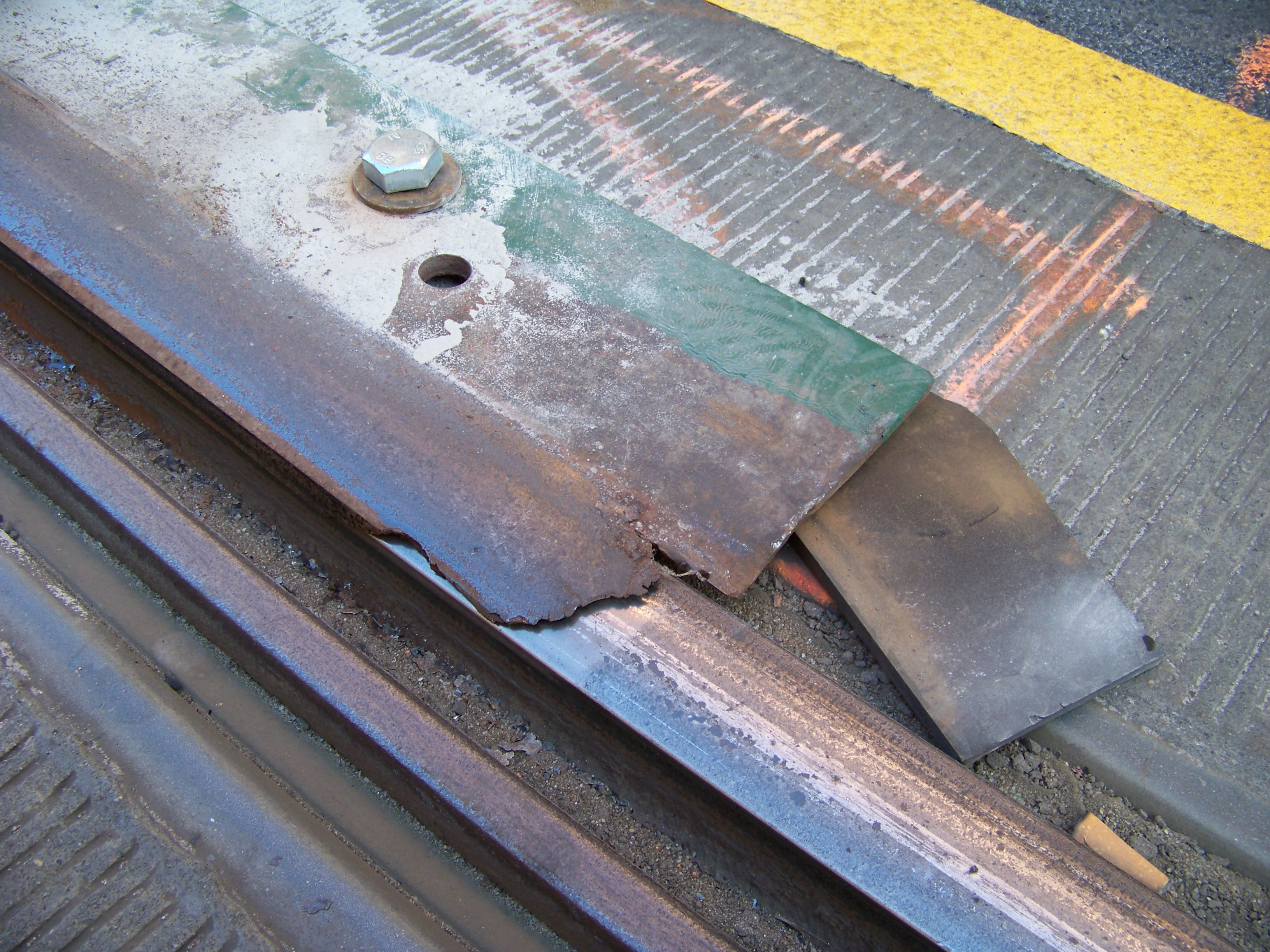
Detail nájezdu na konstrukci

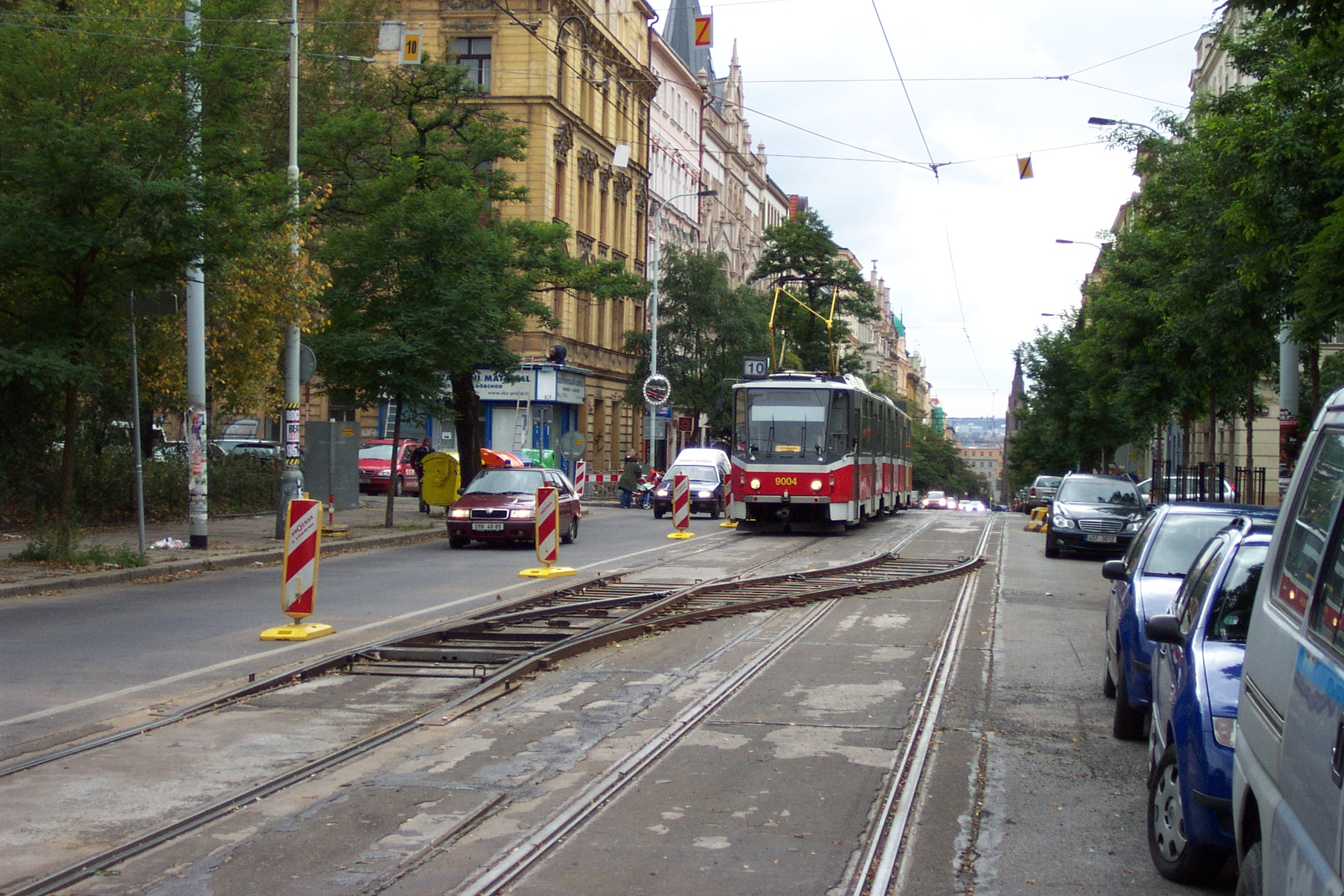
Výhybka typu Californien v Praze, u zastávky Vinohradská vodárna během rekonstrukce navazujícího úseku